# Abdelhamid Abaaoud
Abdelhamid Abaaoud (8 de abril de 1987, Molenbeek-Saint-Jean, Bélgica-18 de noviembre de 2015, Saint-Denis, Francia) fue un ciudadano belga de origen marroquí, terrorista, yihadista islámico y miembro del Estado Islámico. Fue considerado por las autoridades francesas como el ideólogo y organizador de los atentados de París de noviembre de 2015 en donde murieron 130 personas. Falleció en un enfrentamiento con la Policía francesa en Saint-Denis, una comuna cercana a París, cinco días después.

## Primeros años
Era el sexto hijo de un matrimonio de inmigrantes marroquíes instalados en Bélgica hace 40 años, Nació el 8 de abril de 1987 y se crio y creció en el barrio de Molenbeek-Saint-Jean, lugar que ha sido señalado como cuna del yihadismo europeo. De adolescente fue expulsado del Collège Saint-Pierre d'Uccle, una prestigiosa escuela en la que había sido admitido un año antes.
Era amigo de la infancia de los hermanos Abdeslam, y muy en particular de Salah, el hombre más buscado de Europa desde el domingo 15 de noviembre de 2015 cuando fue identificado como miembro de uno de los comandos. Con Salah estuvo implicado en un atraco en 2010 y con el hermano de este, Brahim -uno de los yihadistas que se suicidó con un chaleco de explosivos el día de los atentados de París-, en otros delitos de delincuencia común, también en la capital belga en 2010 y en 2011. Abaaoud trabajaba en la tienda de ropa de su padre, un exminero convertido en comerciante, pero en paralelo se dedicaba al tráfico de drogas en pequeña escala y robos con violencia, por los que había sido condenado en dos ocasiones por las autoridades judiciales belgas.

## Camino al yihadismo
En 2013 se fue de Bélgica a Siria y se llevó a su hermano de 13 años -que fue presentado como el yihadista más joven- para integrarse en una brigada del EI con jóvenes procedentes de Europa, y pronto se le encargó el reclutamiento de otros combatientes. Pasó a ser conocido como Abou Omar al-Baljiki («el belga» en árabe). Fue acusado por su padre por el secuestro de su hermano. Hizo varios viajes a Siria. Las autoridades sospechan que pertenecía a una rama del Estado Islámico en Siria llamada Katibat al-Battar al Libi, de orígenes libios, y que se dedica a reclutar yihadistas en Europa. Sería el jefe de la célula terrorista de Verviers, que proyectaba diversos atentados y fue desmantelada en enero de 2015 en Bélgica. Abdelhamid Abaaoud, intentó reclutar a mujeres en España para que se unieran a los yihadistas en Siria. Lo aseguró el ministro del Interior español, Jorge Fernández Díaz, que descartó a su vez que entrenara comandos para atentar en España.

## Muerte
La Fiscalía de París confirmó que el yihadista belga Abdelhamid Abaaoud, presunto organizador de los atentados de París de noviembre de 2015, resultó muerto en el asalto policial el 18 de noviembre de 2015 en Saint-Denis. Tras 5 días de persecución 
«Abdelhamid Abaaoud acaba de ser formalmente identificado, tras la comparación de las huellas dactilares, como uno de los muertos durante el asalto (...) Se trata del cuerpo descubierto en el inmueble, acribillado», señala el comunicado del fiscal de París François Molins.
Con él fallecieron dos personas entre ellas su prima Hasna Aitboulahcen y Chakib Akrouh (el otro miembro restante del comando que ametralló las terrazas), él se inmoló durante el asalto policial en Saint-Denis haciendo estallar un cinturón de explosivos y así provocando la muerte de Abaaoud y su prima debido a la onda expansiva de la explosión.